# Zviad Gamsachurdia
Zviad Gamsachurdia (gruzínsky: ზვიად გამსახურდია; 31. března 1939 – 31. prosince 1993) byl vědec, spisovatel a disident, který se stal po rozpadu SSSR prvním demokraticky zvoleným prezidentem Gruzie.

## Kariéra před rokem 1991

### Mládí
Zviad Gamsachurdia se narodil v gruzínské metropoli Tbilisi do rodiny Konstantina Gamsachurdii, známého gruzínského spisovatele 20. století. Pod jeho vlivem začal studovat filologii, až se nakonec stal překladatelem a literárním kritikem. Na protest proti represím, které byly zavedeny komunistickým režimem za účelem potlačení gruzínské kultury, založil v roce 1955 tajný spolek mládeže, který se jmenoval Gorgasliani (tak si říkali staří gruzínští králové), a vytyčil si za cíl upozorňovat na porušovaní lidských práv. V roce 1956 byl zatčen za svou účast na demonstraci proti sovětské politice rusifikace národa. V roce 1958 byl zatčen znovu, tentokrát za distribuci protikomunistické literatury a proklamací, za což strávil půl roku v tbiliské psychiatrické léčebně, kde mu byla diagnostikována „psychopatie s dekompenzací“, takže se stal možná jednou z prvních obětí zneužití psychiatrie k politickým účelům.

### Prosazování lidských práv
Gamsachurdia se stal známější, až když se v roce 1972 zúčastnil kampaně zaměřené proti korupci spojené zejména se jmenováním nové hlavy Gruzínské ortodoxní a apoštolské církve, které byl příznivec. Byl spoluzakladatelem Organizace na obranu lidských práv a v roce 1974 se stal prvním gruzínským členem Amnesty International. Podílel se také na založení gruzínské pobočky Helsinského výboru, který měl dohlížet na plnění úmluvy na dodržování lidských práv z Helsinek (Helsinská deklarace). V té době se také věnoval i neoficiálním a ilegálním činnostem, jako vydáváním samizdatu nebo zakázaných politických časopisů a spolupracoval s moskevskou samizdatovou redakcí časopisu "Kronika současných událostí", vedenou Sergejem Kovalevem. Gamsachurdia se stal také prvním gruzínským členem Mezinárodního společenství pro lidská práva.

### Akademická činnost
Kromě oblasti lidských práv se snažil proniknout po vzoru svého otce i do akademického prostředí. V roce 1973 získal doktorát filologie a stal se hlavním badatelem Institutu gruzínské literatury při Gruzínské akademii věd. Tuto funkci vykonával v letech 1973-1977 a 1985-1990. Dále byl profesorem na Státní Univerzitě v Tbilisi (1973-1975 a 1985-1990) a členem Svazu gruzínských spisovatelů (1966-1977 a 1985-1991). V roce 1991 si ještě dokončil doktorát věd. Během tohoto období sepsal mnoho literárních děl a monografií a překládal do gruzínštiny anglickou, francouzskou a americkou literaturu. Nejvýznamnějšími překlady jsou díla od Shakespeara, Baudelaira a T. S. Eliota. Byl i významným rustavelologem (Šota Rustaveli byl významný gruzínský básník 12. století) a zabýval se studiem historie kavkazské kultury.

### Disident
Ačkoliv byl mnohokrát pronásledován a zatýkán za svou disidentskou činnost, dařilo se mu celkem dobře vyhýbat se vážnějším trestům, snad díky svému původu a kontaktům. Nicméně vše skončilo v roce 1977, když se aktivity Helsinského výboru dostaly do střetu se sovětskou vládou Leonida Brežněva. V celém Sovětském svazu proběhlo vyšetřování aktivistů podporujících toto hnutí pro lidská práva a to se nevyhnulo ani Gruzii. Gamsachurdia byl společně se svým přítelem a disidentem Merabem Kostavou zatčen z nařízení vlády Eduarda Ševardnadzeho. Oba pak byli potrestáni za své protisovětské aktivity třemi lety nucených prací a dalšími třemi lety vyhnanství. Kostava byl vyhnán na Sibiř, zatímco Gamsachurdia měl být vyhnán „jen“ do autonomní republiky Dagestán. Jejich zatčení však přilákalo pozornost zahraničí a oba pak byli nominováni na Nobelovu cenu míru v roce 1978, ale cenu nakonec nezískali.
Na konci roku 1979 byl však Gamsachurdia po dvou letech nucených prací propuštěn z vězení, když mu byla za dost zvláštních okolností udělena milost. Jeho spoluvězeň Kostava zůstal ve vězení až do roku 1987. Důvodem udělení milosti bylo údajně přiznání viny a zřeknutí se své víry v lidská práva, což bylo zneužito k protizápadní propagandě. Jeho přátelé a Merab Kostava ale byli toho názoru, že ho k přiznání donutila KGB. On sám navíc veřejně přiznal, že se i přes přiznání některých protisovětských činů a označení svého jednání za chybné nikdy nezřekl svého působení jakožto jeden z vůdců gruzínských disidentů. Možná se přiznal schválně, aby byl propuštěn a mohl tak pokračovat v disidentské činnosti. Každopádně Gamsachurdia i Kostava později shodně, ale nezávisle na sobě označili toto přiznání za nutný taktický krok. V otevřeném dopise, který 19. dubna 1992 napsal Ševardnadzemu, tvrdil, že „jeho tak zprofanované přiznání bylo nutností, jelikož by jinak nemohl být roku 1979 propuštěn a žádné národní hnutí by se nezformovalo.“
Gamsachurdia se krátce po svém propuštění znovu pustil do disidentské činnosti a pokračoval ve spolupráci na samizdatovém vydávání časopisů a knih. V roce 1981 byl mluvčím studentů a dalších, kteří v Tbilisi protestovali proti hrozbám, které narušovaly gruzínskou národní identitu a kulturní dědictví. Na kongresu gruzínských spisovatelů předal seznam požadavků hnutí přímo Ševardnadzemu, díky čemuž si „vysloužil“ další krátký pobyt ve vězení.

## Cesta ke svobodě

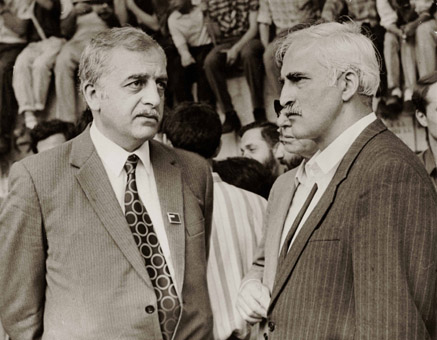
Zviad Gamsachurdia (nalevo) a Merab Kostava v roce 1988

Za vlády Michaila Gorbačova, když začala jeho politika glasnosť, sehrál Gamsachurdia důležitou roli při organizování masových sjezdů na podporu nezávislosti Gruzie, které se konaly v letech 1987-1990. Společně s Merabem Kostavou, který se vrátil z vězení, se v roce 1988 podílel na založení spolku Svatý Ilja Spravedlivý (SSIR), který slučoval náboženská a politická uskupení, a díky kterému Gamsachurdia započal svou aktivní politickou kariéru. Když 4.-9. dubna 1989 nechala sovětská vláda brutálně potlačit poklidnou demonstraci v Tbilisi, stala se tato událost hlavním důvodem odporu proti sovětské nadvládě a nastartování politických prodemokratických reforem, jejichž vyvrcholením byly první demokratické volby v Gruzii, uskutečněné 28. října 1990. Gamsachurdiova SSIR se spojila s gruzínským Helsinským výborem a dalšími prodemokratickými uskupeními a utvořily „Kulatý stůl-svobodná Gruzie“ (Mrgvali Magida — Tavisupali Sakartvelo). Tato koalice ve volbách zvítězila se svými 64% hlasů nad gruzínskými komunisty, kteří získali necelých 30%. 14. listopadu 1990 byl Gamsachurdia zvolen předsedou Nejvyšší rady Gruzínské republiky.
31. března 1991 se uskutečnilo referendum o obnovení nezávislosti, pro kterou hlasovalo přes 90% obyvatel Gruzie, takže gruzínský parlament pak dne 9. dubna 1991 vyhlásil nezávislost Gruzie a obnovení státu v hranicích, jaké měl v letech 1918-1921. Nicméně tento nový stát nebyl ze strany SSSR uznán. I když se mu dostalo uznání mnoha jiných států, definitivně uznán byl až o rok později. Zviad Gamsachurdia byl 26. května 1991 zvolen prvním prezidentem nezávislé Gruzie.

## Gruzínský prezident

### Problémy v nově vytvořeném státě
Jakmile Gamsachurdia nastoupil do funkce, musel se rychle vyrovnávat s ekonomickými a politickými těžkostmi, zejména pak se vztahem země k SSSR a pak Rusku. Dalším velkým problémem byla pozice spousty etnik a národnostních menšin v Gruzii, které tvořily téměř 30 % obyvatelstva. Ačkoliv většina menšin podporovala vznik nezávislé Gruzie v roce 1990, nedostalo se jim slibované politické rovnoprávnosti a ve volbách získaly pouze 9 poslaneckých křesel z 245. Navíc ještě v sovětské éře bylo postavení některých národnostních menšin v dost problematickém stavu, což mělo za následek v roce 1989 etnické nepokoje v Abcházii. Situace byla navíc zhoršena činností některých nacionalistů, kteří prohlašovali hesla typu „Gruzie Gruzíncům“ a zbytečně popichovali národnostní menšiny proti nezávislé Gruzii. Došlo k některým necitlivým záměrům, jakými bylo např. odebrání statutu autonomní oblast některým částem země, kde žijí národnostní menšiny a někteří extrémisté dokonce chtěli menšiny úplně vyloučit ze společnosti.
To vyvolalo národnostní třenice a ostrou reakci nacionalistů ze stran národnostních menšin, kteří se spojovali se svými soukmenovci z ruské strany Kavkazu, aby založili vlastní nezávislé státy (např. Oseti a Abchazové).
Nejvážnější byl tento případ: V roce 1989 zasáhly autonomní oblast Jižní Osetie nepokoje vyvolané sporem mezi Gruzínci a Osety, kteří se chtěli spojit se svými protějšky na ruské straně v Severní Osetii a odtrhnout se od Gruzie. Na oplátku byl tehdy ještě komunistickou vládou sovětské Gruzie v březnu 1990 odebrán Jižní Osetii statut autonomní oblasti. Celá věc skončila malým válečným konfliktem mezi Gruzínci, Osety a Sovětskou armádou s 51 oběťmi na životech a 25000 uprchlíky vyhnaných z domova. Když Gamsachurdia nastoupil do funkce předsedy Nejvyšší rady Gruzínské republiky, ostře odsoudil Osetinské hnutí za připojení k Rusku a označil to za snahu Ruska podkopat jednotu Gruzie. Jihoosetinské separatisty označil za "přímé agenty Kremlu a teroristy". V únoru 1991 napsal Gorbačovovi dopis, ve kterém požadoval stáhnutí všech jednotek sovětské armády z území Jižní Osetie.

### Vznik opozice proti jeho vládě
Gamsachurdia se ve funkci prezidenta občas choval nestandardně a ze dne na den měnil své názory tak, jak se mu hodilo. Jeho političtí oponenti ostře kritizovali ještě před zvolením do funkce prezidenta jeho chování, které označili za „naprosto nepřijatelné a diktátorské.“ Gruzínský premiér Tengiz Sigua a dva ministři podali 19. srpna 1991 na protest proti politice Zviada Gamsachurdii demisi a další tři ministři se přidali k opozici s obviněním, že "Gamsachurdia je demagog s autokratickými sklony", a že ekonomické a politické reformy probíhají příliš pomalu. Gamsachurdia na to ostře reagoval v televizním vystoupení, kde mnohé své politické protivníky a nepřátele označil za sabotéry a zrádce.
Toho dne zároveň v Rusku proběhl pokus o státní převrat a Gamsachurdia, vláda i představenstvo
Nejvyšší rady Gruzínské republiky vyzvalo Gruzínce, aby se neúčastnili nepokojů a zůstali doma. Následující den ale Gamsachurdia vyzval všechny státy, aby uznaly nově vytvořené státy vzniklé postupným rozpadem SSSR a 21. srpna veřejně obvinil Gorbačova, že celou dobu stál za pučem, aby si zvýšil popularitu před blížícími se prezidentskými volbami v SSSR.
23. srpna měl údajně Gamsachurdia souhlasit s návrhem sovětské armády, aby byla odzbrojena Gruzínská Národní garda. Toho dne podepsal dekret, kterým se měl zrušit post velitele Národní gardy a jeho řadoví členové měli přejít přímo pod kontrolu ministerstva vnitra. Jenže velitel Národní gardy Tengiz Kitovani se rozhodl následující den na odpor proti Gamsachurdiovi opustit se svými jednotkami Tbilisi. Toho dne byl také ukončen puč v Rusku a Gamsachurdia spěšně gratuloval novému prezidentovi Ruska Borisu Jelcinovi k úspěchu při porážce pučistů. Gruzie přestála puč v bývalém SSSR bez úhony, ale Gamsachurdiovi oponenti kritizovali jeho postoj vůči puči jako málo razantní. Kitovaniho následovníci, co zůstali v Tbilisi, rozdávali lidem letáky, na kterých byla vláda kritizována za nečinnost.
Gamsachurdia však na kritiku reagoval, a opět tvrdě. Obvinil Moskvu a své nepřátele v Gruzii ze spiknutí proti gruzínské nezávislosti. V září 1991 prohlásil: "Kremelský pekelný státní aparát nás nezastaví v tom, abychom byli svobodní! … S poraženými nepřáteli, Gruzie dosáhne své definitivní svobody." Zakázal vydávání opozičních novin "Molodiozh Gruzii" a odůvodnil to tím, že noviny otevřeně vyzývaly k nepokojům. Giorgi Chanturia, vůdce Národní Demokratické Strany, která byla nejaktivnější opoziční politickou stranou, byl zatčen za údajnou spolupráci s Moskvou a jejímu napomáhání svržení regulérní vlády. Také byl zavřen druhý program gruzínské televize, jejíž zaměstnanci manifestovali proti Gamsachurdiově vládě.
Činy Gamsachurdiovy vlády začaly burcovat diskuze veřejnosti a také mezinárodní kritiku. Když Gruzii navštívil americký vyslanec Steny Hoyer, jeho delegace oznámila, že „Gruzie má jisté problémy s dodržováním lidských práv, ale že to zatím není tak vážné, aby se muselo zasáhnout.“ Každopádně právě díky svým vnitřním problémům dosáhla Gruzie mezinárodního uznání nezávislosti až v prosinci 1991.
Gamsachurdiova politika začínala být velmi agresivní, hlavně potom, co byla 2. listopadu rozprášena protivládní demonstrace. Nepříznivý vývoj také způsobil rozštěpení Národní gardy na pro- a protivládní frakce. Protivládní frakce si založila u hlavního města posádku a obě frakce pak v říjnu a listopadu bojovaly mezi sebou v ulicích Tbilisi, což mělo za následek několik mrtvých a zraněných vlivem střelby. V té době také po ulicích Tbilisi začaly růst barikády, stavěné polovojenskými organizacemi, z nichž nejvýznamnější byla protigamsachurdiovská Mchedrioni (Jezdci nebo Rytíři), která měla několik tisíc členů.

### Puč
Dne 22. prosince 1991 začaly ozbrojené opoziční složky puč proti vládě a zaútočily na mnoho vládních budov, včetně budovy parlamentu, kde byl zrovna přítomen Gamsachurdia. V Tbilisi boje pokračovaly i přes Vánoce a Nový rok a skončily až 6. ledna 1992, během kterých zemřelo na 113 lidí. Právě 6. ledna Zviad Gamsachurdia a členové jeho vlády prorazili opoziční linie a uprchli do sousedního Ázerbájdžánu, kde jim odmítli udělit azyl. Nakonec směli pobýt nějaký čas v Arménii, která odmítla žádost Gruzínců na vydání Gamsachurdii ke stíhání. Když nová gruzínská vláda začala vyhrožovat blokádou Arménie, arménský ministr vnitra Ašot Manucharian odmítl Gamsachurdiu vydat se slovy, že „Arméni nedělají Gruzíncům policisty.“ Aby se ale nezhoršily vztahy mezi kavkazskými státy, arménská vláda nabídla Gamsachurdiovi cestu do Čečenska, kde vládl Džochar Dudajev, který mu nabídl azyl. Před svým odchodem z Arménie poděkoval Gamsachurdia prostřednictvím televize Arménům za pohostinnost a bezpečnost, jakou poskytli jemu, jeho rodině a jeho následovníkům.
Spekulovalo se, že celý puč byl řízen sovětskými ozbrojenými složkami. 15. prosince 1992 totiž byl v ruských novinách otištěn dopis, ve kterém stálo, že generál Sufian Bepajev, bývalý druhý nejvyšší důstojník sovětské armády v Zakavkazsku, poslal vojenský oddíl, který měl pomoci opozičním pučistům, protože by jinak Gamsachurdia nad pučisty snadno vyhrál. Také se spekulovalo o nasazení speciálního ruského komanda, které mělo pomoci opozici 28. prosince zaútočit na televizní věž státní televize.
Po úspěšném puči proti Gamsachurdiovi se sešla Vojenská rada, která nejprve formálně zbavila Gamsachurdiu vlády a přetransformovala se do civilnější podoby v Národní radu a ta si zvolila Gamsachurdiova politického rivala Eduarda Ševardnadzeho do svého čela. Tato změna moci však měla daleko od demokratických principů, neboť Ševardnadze do funkce předsedy Národní rady nebyl zvolen řádně a až do doby řádných voleb v roce 1995 vládl jako prezident.

## Gamsachurdia v exilu
Poté, co byl svržen, nepřestával sebe označovat za legitimního prezidenta Gruzie. Mnoha vládami a mezinárodními organizacemi byl stále ještě uznáván jako politik, ale vzhledem k pragmatické politice Vojenské rady byla právě ona uznána v zahraničí jako legitimní politická reprezentace země. Gamsachurdia se ale se svým vypovězením a současným stavem věcí nehodlal smířit, protože byl zvolen prezidentem drtivou většinou, zatímco Ševardnadze byl dosazen nedemokratickým způsobem pučisty. V prosinci 1992 byl pozván do Finska a Rakouska na tiskové konference a setkání s parlamentními a vládními úředníky.
Mezitím v Gruzii v letech 1992-1993 vypukly nepokoje, ve kterých se střetávali příznivci Gamsachurdii (Zviadovci) s jeho odpůrci. V tomto konfliktu Zviadovci unášeli vládní úředníky a armáda prováděla tvrdé odvetné útoky. Nejtěžší boje vypukly 24. června 1992, když ozbrojení Gamsachurdiovi příznivci obsadili ředitelství státní televize. Dokonce se jim podařilo odvysílat zprávu, že "regulérní vláda se opět chopila moci. Rudá junta se blíží svému konci." Snažili se tak získat obyvatele Gruzie na svou stranu proti Ševardnadzemu. Jenže o několik hodin později byli vytlačeni Národní gardou.
Ševardnadzeho vláda vnutila Gruzíncům tvrdý režim, který měl odstranit "Zviadismus", za pomoci bezpečnostních složek a Mchedrionijských milicí, které zatýkaly Gamsachurdiovy příznivce. Ševardnadzemu se ale navzdory těmto krokům, které potlačovaly základní principy lidských práv a svobod, podařilo vylepšit v zahraničí kredit Gruzínské republiky. V září 1992 vtrhla vládní vojska do separatistické Abcházie, kde se ukrývali Gamsachurdiovi přívrženci, ale vojenská přítomnost Gruzínců pouze zhoršila už tak dost vyhrocené národnostní spory v této autonomní republice. O rok později v září 1993 vypukly naplno boje mezi gruzínskou armádou a Abcházií, kterou vyhrála Abcházie. Na 300 000 Gruzínců muselo opustit Abcházii a celkem více než 30 000 Gruzínců, včetně civilistů, zahynulo v bojích.

## Občanská válka v roce 1993
Abcházie svým vítězstvím nad gruzínskou armádou poskytla Gamsachurdiovi jedinečnou příležitost, jak svrhnout Ševardnadzeho. 24. srpna 1993
se tajně vrátil do Gruzie a ustanovil „exilovou vládou“ v západogruzínském městě Zugdidi. Oznámil, že bude pokračovat v boji proti ilegální vojenské juntě a soustředil se na budování protiševardnadzeovské opozice, jejíž základnou se měla stát Abcházie a gruzínský kraj Samegrelo (Mingrelie), kam se během války v Abcházii přesunuli Zviadovci. Podařilo se mu vybudovat poměrně silné vojsko, které dokázalo operovat volně na celém území Gruzie, aby oslaboval oficiální bezpečnostní složky. Jeho armáda měla i tu výhodu, že gruzínská armáda zanechala při ústupu z Abcházie značné množství vojenského materiálu. V říjnu 1993 se rozhořela naplno občanská válka v západní Gruzii a Gamsachurdiovi se podařilo obsadit některá klíčová města a dopravní uzly. Vládní vojsko bylo nuceno se stáhnout hlouběji do vnitrozemí a nic nestálo v cestě obsazení hlavního města. Jenže Gamsachurdia udělal chybu tím, že obsadil bohatý gruzínský přístav Poti, o který se zajímalo Rusko, Arménie, která byla závislá na gruzínských přístavech, a také Ázerbájdžán. To mělo za následek, že všechny tyto tři státy začaly podporovat Ševardnadzeho vládu, který jim na oplátku slíbil, že Gruzie vstoupí do SNS. Zatímco Arménie a Ázerbájdžán podpořily Ševardnadzeho jen morálně a politicky, Rusko se do bojů zapojilo aktivněji a zmobilizovalo své síly na pomoc gruzínské vládě. 20. října přišlo do Gruzie asi 2000 ruských vojáků, kteří měli za úkol chránit železnice a pomáhat s dopravou gruzínské armádě, která měla značné problémy i s výzbrojí. Občanská válka díky Rusům rychle skončila a 6. listopadu padlo hlavní město povstalců Zugdidi.

## Gamsachurdiova smrt
Smrt prvního demokraticky zvoleného gruzínského prezidenta dne 31. prosince 1993 nastala za nejasných okolností. Je známo, že zemřel ve vesnici Chibula v kraji Samegrelo a pohřben ve vesnici Džichaškari. Podle britských reportáží se jeho tělo našlo s prostřelenou hlavou, takže se nabízejí dvě možnosti, jak mohl zemřít. A to buď sebevraždou, nebo zabitím v souboji jeho příznivců s jednotkou gruzínské armády. Obě dvě teorie jsou velice pravděpodobné, ale každý zdroj uvádí jiné informace, takže nelze jednoznačně prohlásit, jak vlastně zemřel.
Gamsachurdiova smrt byla vládou oznámena až 5. ledna 1994. Mnozí jeho příznivci tomu nechtěli věřit, ale nakonec byli přesvědčeni, když byly 15. února 1994 jeho ostatky exhumovány a znovu pohřbeny v Grozném. 3. března 2007 byly ostatky znovu exhumovány a byly podrobeny identifikačním testům ruskými experty. 28. března byly ostatky vráceny Gruzii, aby byl Gamsachurdia 1. dubna pohřben v Tbilisi na hřbitově Mtacminda Panteon, kde leží ostatky významných Gruzínců.

## Gamsachurdiův odkaz

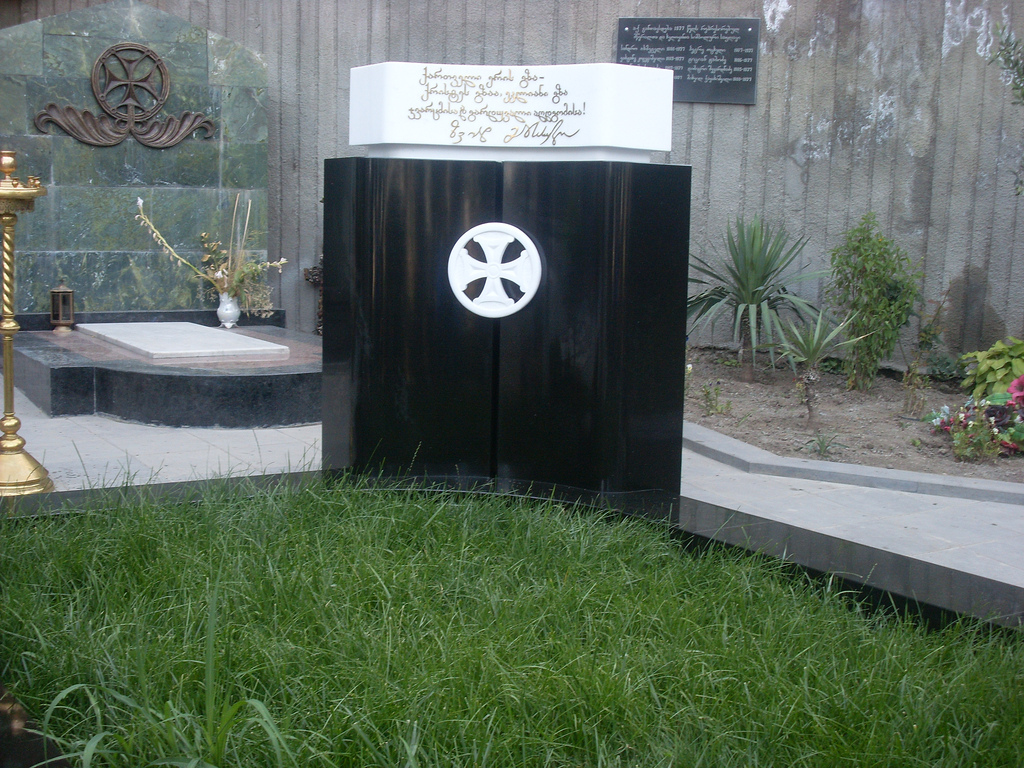
Hrob Zviada Gamsachurdiji v panteonu Mtacminda

Po Gamsachurdiově smrti jeho následovníci pokračovali v šíření jeho ideálů v několika nadacích. V roce 1996 bylo v nizozemském městě Hertogenbosch založeno Sdružení Zviada Gamsachurdii, nevládní veřejná, kulturní a vzdělávací organizace. V současnosti její členové působí na mnoha místech Evropy.
26. ledna 2004 se konala mše v Kostele sv. Jiří v Tbilisi, kde nově zvolený gruzínský prezident Michail Saakašvili oficiálně rehabilitoval Gamsachurdiu, aby se tím jednou provždy vyřešily dlouhodobé následky jeho pádu v lednu 1992, a aby se také konečně národ sjednotil. Gamsachurdiu vyzdvihl jakožto "velkého státníka a patriota" a vyhlásil, že jeho tělo bude znovu pohřbeno v gruzínské metropoli, poněvadž „zanechání hrobu prvního gruzínského prezidenta na bitevním poli je ostuda a neuctivost jak vůči člověku, tak i vůči celému jeho národu“. Také pojmenoval jednu z hlavních tbiliských ulic po něm a nechal propustit 32 Gamsachurdiových následovníků, které nechal Ševardnadze v letech 1993-1994 uvěznit, a kteří byli mnohými Gruzínci a mnohými mezinárodními organizacemi považováni za politické vězně.

## Vyznamenání
- Řád národního hrdiny – 26. října 2013[5]

## Dílo a vědecká práce Zviada Gamsachurdii
- “Americká poezie 20. století" (monografie) - Nakladatelství "Ganatleba", Tbilisi, 1972, 150 pp. (gruzínsky, obsah anglicky)
- "Muž v panteří kůži" (monografie) - Nakladatelství "Mecniereba", Tbilisi, 1984, 222 pp. (gruzínsky, obsah anglicky)
- "Goethův Weltanschauung z antroposofického hlediska" - J. "Ciskari", Tbilisi, No 5, 1985 (gruzínsky)
- "Tropologie (Obrázkový jazyk) "Muže v panteří kůži"" (monografie) - Nakladatelství "Metsniereba", Tbilisi, 1991, 354 pp. (gruzínsky, obsah anglicky).
- "Sebrané spisy a eseje" - Nakladatelství "Chelovneba", Tbilisi, 1991, 574 pp. (gruzínsky)
- "Duchovní mise Gruzii" (1990)
- "Duchovní ideály Akademie Gelati" (1989)
- "Dilema kvůli lidskosti" - "Nezavisimaia Gazeta", Moskva, 21. květen, 1992 (rusky)
- "Mezi pouštěmi" (o tvůrčí práci of L.N. Tolstého) - "Literaturnaia Gazeta", Moskva, No 15, 1993 (rusky).
- "Povídačky a pohádky" - Nakladatelství "Nakaduli", Tbilisi, 1987 (gruzínsky).
- "Zasnoubení měsíce" (Básně) - Nakladatelství "Merani", Tbilisi, 1989 (gruzínsky).